# Ergatettix novaeguineae
Ergatettix novaeguineae är en insektsart som först beskrevs av Bolívar, I. 1898.  Ergatettix novaeguineae ingår i släktet Ergatettix och familjen torngräshoppor. Inga underarter finns listade i Catalogue of Life.